# 博洛尼亚主广场

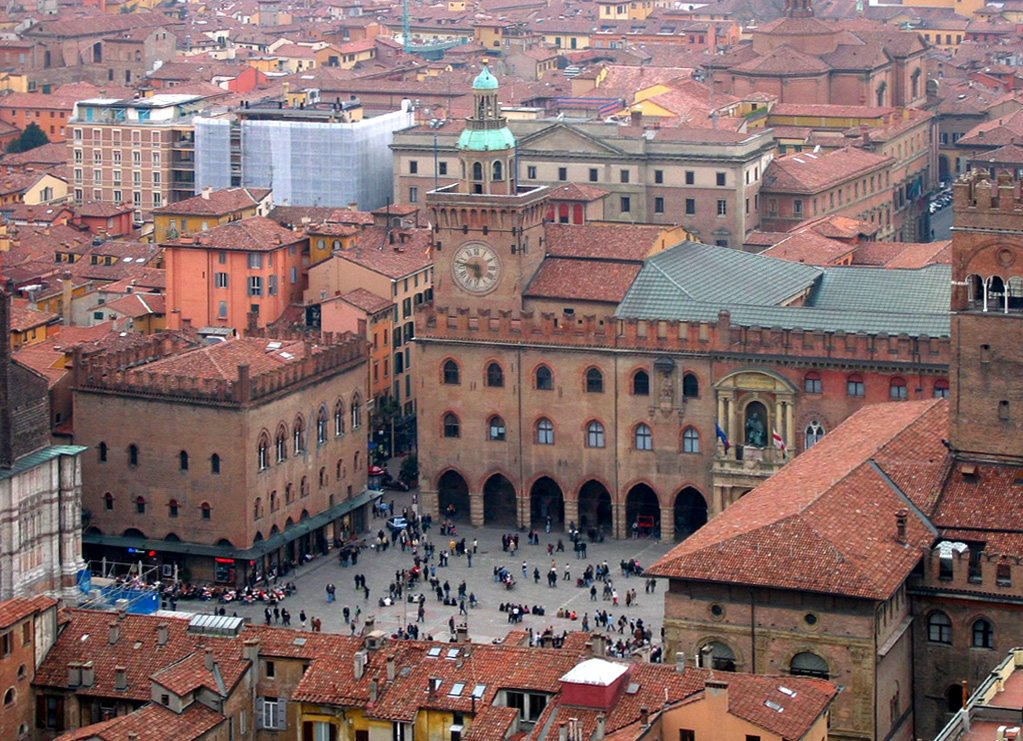
主广场

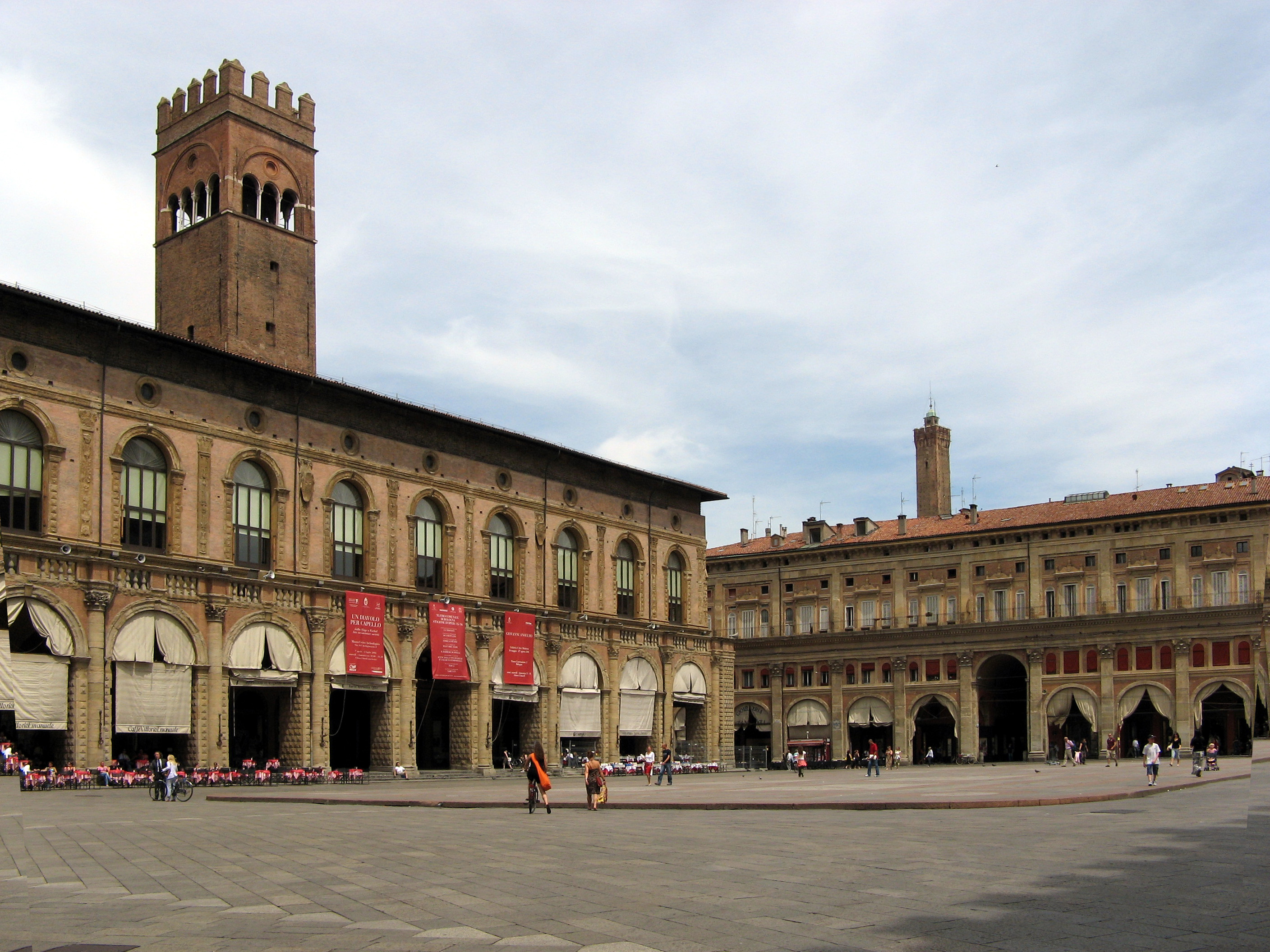
主广场

博洛尼亚主广场（義大利語：Piazza Maggiore）是意大利城市博洛尼亚的重要广场，创建于1200年，是意大利的著名广场之一。
主广场周围环绕着下列博洛尼亚历史上重要的行政和宗教建筑：
- 西侧：达古修宫（Palazzo d'Accursio） - 原为市政厅，现在是艺术博物馆
- 西南侧：公证人宫（Palazzo dei Notai） - 原公证人行会
- 东南侧：圣白托略大殿（Basilica di San Petronio）- 该市最大教堂，但并非主教座堂（博洛尼亚圣伯多禄主教座堂）
- 东侧：班奇宫（Palazzo dei Banchi）- 原银行中心
- 北侧：波德斯塔宫（Palazzo del Podestà）- 原警察局
- 阿伦戈塔

44°29′37.77″N 11°20′33.83″E / 44.4938250°N 11.3427306°E